# 南投谷精草
南投谷精草（学名：Eriocaulon nantoense）为谷精草科谷精草属下的一个种。

## 扩展阅读
- 維基物種上的相關：南投谷精草